# Brauerei Bischofshof
Die Brauerei Bischofshof GmbH & Co. KG hat ihren Sitz in Regensburg.
Franz Wilhelm von Wartenberg gründete 1649 die Brauerei in unmittelbarer Nachbarschaft zum Regensburger Dom. Bereits davor bestand eine Bischöfliche Brauerei. 2009 wurden knapp 60.000 hl Weltenburger Bier produziert.
Die jetzige Rechtsform besteht seit dem 1. Januar 2020.

## Marken
Seit 1973 ist die Klosterbrauerei Weltenburg Teil von Bischofshof.
Bischofshof besitzt die Markenrechte der ehemaligen Malteserbrauerei Amberg. Malteser Weizenbier wurde von 2002 bis 2021 in Lizenz bei Stuttgarter Hofbräu gebraut. Ein Markenstreit um die Verwendung des achtspitzigen Malteserkreuzes mit dem Eigentümer der Marke Malteserkreuz Aquavit konnte 2006 beigelegt werden.
2020 wurde die Produktfamilie um Limonaden unter der neuen Marke „Lumo Biolimonaden“ ergänzt.